# Friedrich Pacher
Friedrich Pacher (Novacella, 1440 ca. – Brunico, 1508) è stato un pittore austriaco.

## Biografia

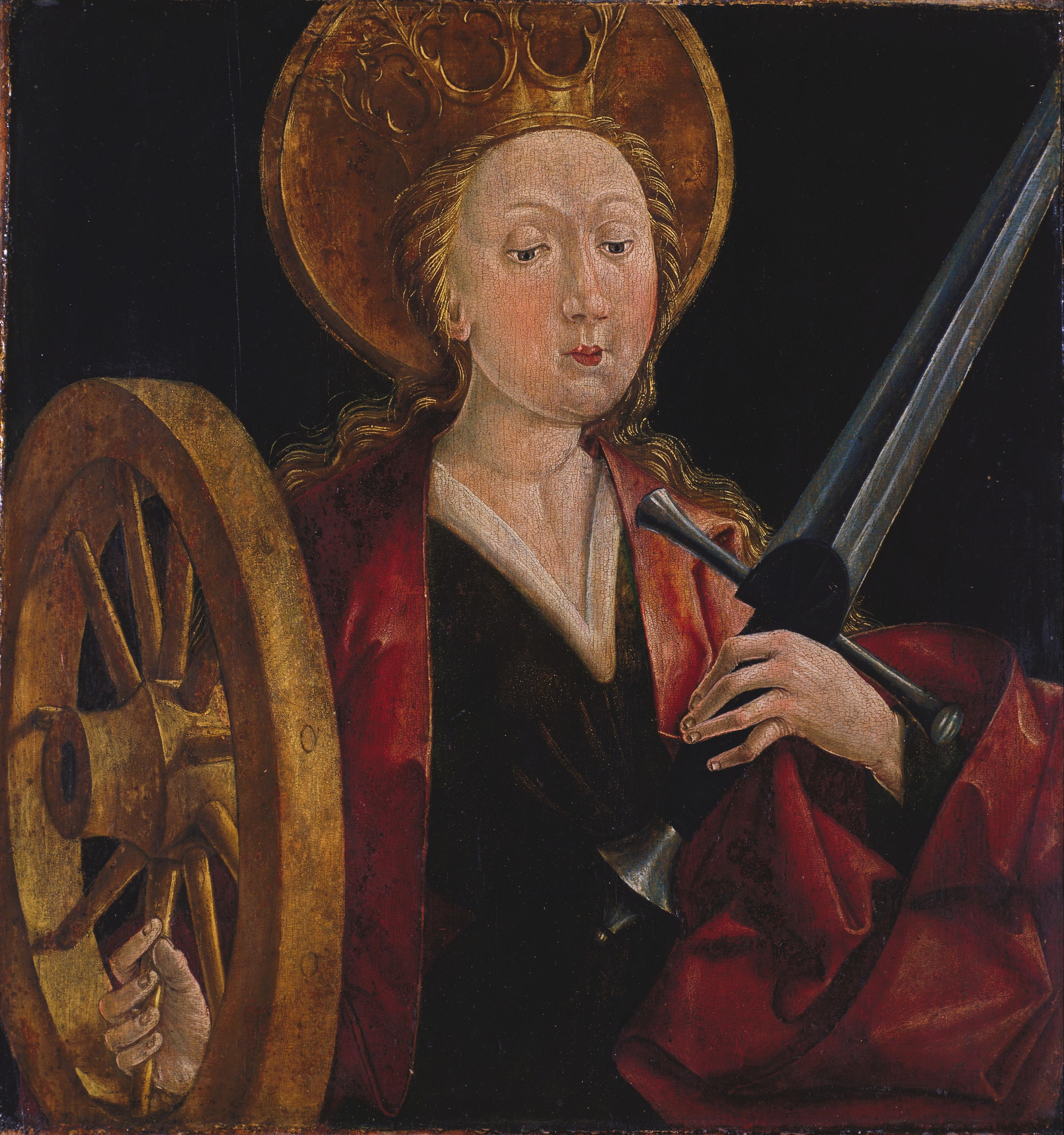
Santa Caterina di Alessandria, Fine Arts Museums of San Francisco

Maestro a Brunico a partire dal 1479, non era, contrariamente a quanto  si è creduto sino in tempi recenti, parente prossimo di Michael, perché Friedrich proveniva da una famiglia altoborghese e ciò gli rese più facile l'acquisizione di alcune cariche ecclesiastiche e civiche d'alto livello: fu prevosto dal 1489 al 1492, giudice civico dal 1503 al 1508.
Fu chiamato per due volte dall'imperatore Massimiliano I d'Asburgo quale estimatore di opere d'arte e possedeva anche una propria insegna araldica.
Fu allievo di Michael e fino a che durò il suo apprendistato e poi la collaborazione presso di lui, Friederich mantenne una forte impronta derivata dal maestro, pur salvaguardando la propria personalità, il suo tipico horror vacui delle composizioni e una forte tensione espressiva nei gesti che finirono per deformarsi in esasperate, soffocanti combinazioni nelle opere dell'ultimo decennio di attività. La collaborazione con Michael si concluse nel 1495, quando questi partì per Salisburgo.
Verso il 1470, durante un soggiorno in Italia settentrionale, fu impressionato soprattutto a Ferrara dagli affreschi di palazzo Schifanoia e probabilmente a Venezia da Vittore Carpaccio e Carlo Crivelli, dal quale trasse certi colori accesi e contrastanti e le fisionomie appuntite, dai gesti secchi, oltre che la conoscenza della prospettiva.
Accanto a queste influenze, molto importante fu anche la lezione tratta dalle incisioni del Maestro E.S.